# Защитная (коса)
Защи́тная — островная коса в составе архипелага Северная Земля. Административно относится к Таймырскому Долгано-Ненецкому району Красноярского края.

## Расположение
Расположена в море Лаптевых в юго-восточной части архипелага. Обрамляет с востока северную часть острова Старокадомского между мысами Майским и Торосным. С противоположной стороны остров Старокадомского так же обрамляет другая островная коса — Преградная. В 4 километрах к северо-западу лежат острова Майские.

## Описание
Вытянута вдоль побережья острова. Имеет очень узкую форму длиной около 9 километров. Частично покрыта льдом. Пологая, каких-либо возвышенностей на косе нет. Сложена песчаниками. Между косой и островом Старокадомского — песчаная отмель.

## Топографические карты
- Лист карты T-48-XVI,XVII,XVIII о. Мал. Таймыр. Масштаб: 1 : 200 000. Состояние местности на 1966-1982 год. Издание 1988 г.